# Sejm Polskiej Rzeczypospolitej Ludowej X kadencji

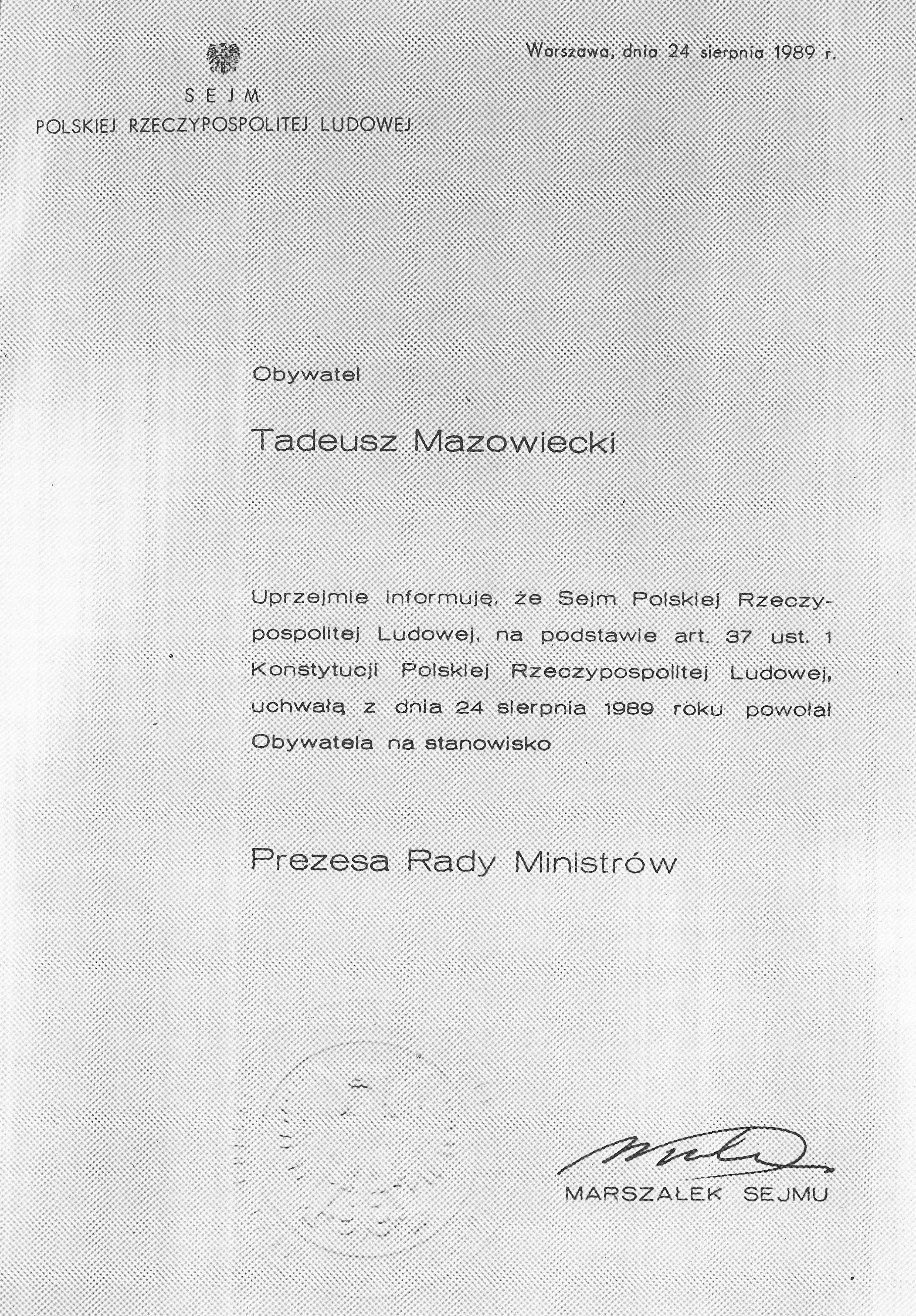
Akt powołania przez Sejm X kadencji Tadeusza Mazowieckiego na stanowisko Prezesa Rady Ministrów, 24 sierpnia 1989

Sejm Polskiej Rzeczypospolitej Ludowej X kadencji, tzw. Sejm kontraktowy – Sejm PRL wybrany 4 i 18 czerwca 1989 na podstawie Konstytucji PRL z 1952 w wyniku porozumień politycznych Okrągłego Stołu, rozwiązany wraz z Senatem 26 października 1991.

## Wybory z 4 i 18 czerwca 1989
Frekwencja w pierwszej turze (4 czerwca) była wysoka – ok. 62% (wyższą frekwencję odnotowano jedynie w wyborach parlamentarnych w 2023 roku). Wynik wyborów był sukcesem Solidarności – 60% wyborców oddało swój głos na kandydatów wystawionych przez Komitet Obywatelski „Solidarność”. Mandatów nie uzyskali wszyscy kandydaci opozycji niezwiązanej z KO, m.in. Leszek Moczulski i Władysław Siła-Nowicki. Na 161 możliwych mandatów poselskich „S” zdobyła w pierwszej turze 160 miejsc, a także 92 mandaty na 100 miejsc w Senacie. Poza dwiema osobami przepadła krajowa lista wyborcza, która miała zapewnić działaczom centralnym PZPR miejsce w Sejmie. 4 czerwca z listy krajowej dostali się jedynie Mikołaj Kozakiewicz (ZSL) i Adam Zieliński (PZPR). Z okręgowych list partyjnych zostali wybrani tylko Teresa Liszcz (ZSL), Władysław Żabiński (ZSL) i Marian Czerwiński (PZPR). Cała trójka swój wybór już w I turze zawdzięczała poparciu „S”. Tak więc w pierwszej turze spośród 460 mandatów sejmowych zajęto tylko 165 miejsc.
W związku z upadkiem listy krajowej obie strony uzgodniły, iż 33 pozostałe miejsca zostaną obsadzone w II turze poprzez utworzenie dodatkowych mandatów w okręgach wyborczych; była to zresztą niezbyt zgodna z prawem decyzja, niemniej jednak Rada Państwa wydała stosowny dekret, zatwierdzony później na 1. posiedzeniu Sejmu.
W drugiej turze (18 czerwca) frekwencja była już znacznie niższa – ok. 25%; przyczyny można dopatrywać się w tym, iż o brakujące 294 spośród 295 nieobsadzonych mandatów poselskich konkurowali kandydaci strony rządowej, co zmniejszyło zainteresowanie elektoratu udziałem w głosowaniu. Komitet Obywatelski „Solidarność” w wyborach do Sejmu zdobył ostatni wolny mandat sejmowy (Andrzej Wybrański).
W wyborach do Senatu „S” zdobyła 99 mandatów na 100 (92 w pierwszej i 7 w drugiej turze). Jedynym senatorem niezwiązanym z „Solidarnością” został wówczas Henryk Stokłosa (lista wybranych Senatorów), który pokonał kandydata KO Piotra Baumgarta. Przepadł natomiast m.in. Aleksander Kwaśniewski, kandydujący w województwie koszalińskim.
Klęska obozu rządzącego była ogromna i nie całkiem spodziewana: jeszcze parę dni przed wyborami w gronie partyjnym martwiono się, jak opinia zachodnia przyjmie sytuację, gdy „Solidarność” nie zdobędzie ani jednego mandatu; pocieszano się, iż na pewno kilka mandatów zdobędzie. Opozycja z kolei zastanawiała się, jak powinna się zachowywać w parlamencie, w którym spodziewano się zdobyć kilkanaście lub trochę więcej mandatów. Obie strony nie bardzo były świadome nastrojów społecznych.
Kandydatów „Solidarności”, którzy weszli do parlamentu nazywano „drużyną Lecha”, jako że wszyscy oni prezentowali swoje kandydatury na łamach „Gazety Wyborczej” i na plakatach w formie zdjęcia z Lechem Wałęsą.

## Marszałek Sejmu
Marszałkiem Sejmu wybrano 4 lipca 1989 Mikołaja Kozakiewicza (ZSL), zaś Marszałkiem Senatu Andrzeja Stelmachowskiego (OKP).

## Prace Sejmu

### Konflikt z Radą Państwa
Sejm PRL nieprzychylnie odniósł się do zmian prawa wyborczego dokonanych dekretami Rady Państwa z 12 czerwca 1989 podczas trwającej kampanii wyborczej. Wyraz temu dał w uchwale z 5 lipca 1989, w której dekrety te na mocy Konstytucji PRL zatwierdził.

### Wybór Prezydenta PRL
19 lipca 1989 Zgromadzenie Narodowe PRL wybrało na urząd Prezydenta PRL gen. Wojciecha Jaruzelskiego (PZPR).

### Wybór premierów
Sejm kontraktowy następnie powoływał na urząd premiera:
- 2 sierpnia 1989 – gen. Czesława Kiszczaka (PZPR),
- 24 sierpnia 1989 – Tadeusza Mazowieckiego (OKP, następnie UD),
- 4 stycznia 1991 – Jana Krzysztofa Bieleckiego (OKP, następnie KLD).

Wybór premiera spoza PZPR był możliwy dzięki zawiązaniu 17 sierpnia 1989 koalicji OKP-ZSL-SD.

### Komisje specjalne
Równocześnie 17 sierpnia 1989 Sejm powołał Sejmową Komisję Nadzwyczajną do Zbadania Działalności MSW, która miała zbadać przypadki przestępczej działalności MSW w czasie stanu wojennego w Polsce.

### Zmiana Konstytucji PRL
Ustawą z 29 grudnia 1989 (tzw. nowela grudniowa) Sejm PRL dokonał zmian w Konstytucji PRL zmieniając nazwę państwa i centralnych urzędów państwowych. Ustawa weszła w życie 31 grudnia 1989.

### Skrócenie kadencji i rozwiązanie Sejmu w 1991
Sejm RP uchwałami z 1991 skrócił swoją kadencję (konstytucyjny jej koniec przypadał na rok 1993) i dokonał rozwiązania obu izb z dniem przypadającym przed dniem pierwszego posiedzenia nowo wybranego Sejmu. Prezydent RP zarządził przedterminowe wybory do Sejmu i Senatu na dzień 27 X 1991.

## Kluby poselskie
Kluby poselskie w sejmie kontraktowym na początku i na końcu kadencji:
|  | Nazwa klubu | Mandaty 1989 | Mandaty 1991 |
|  | --- | ------------ | ------------ |
|  | Obywatelski Klub Parlamentarny | 161          | 105          |
|  | Parlamentarny Klub Lewicy Demokratycznej, na początku kadencji Klub Poselski Polskiej Zjednoczonej Partii Robotniczej                   | 173          | 102          |
|  | Klub Poselski Polskiego Stronnictwa Ludowego (przew. Józef Zych), na początku kadencji Klub Poselski Zjednoczonego Stronnictwa Ludowego | 76           | 65           |
|  | Klub Parlamentarny Unia Demokratyczna                                                                                                   | –            | 49           |
|  | Poselski Klub Pracy | –            | 39           |
|  | Klub Poselski Stronnictwa Demokratycznego                                                                                               | 27           | 21           |
|  | Klub Poselski Pax | 10           | 10           |
|  | Klub Poselski Unii Chrześcijańsko-Społecznej                                                                                            | 8            | 8            |
|  | Parlamentarny Klub Chrześcijańsko-Ludowy                                                                                                | –            | 8            |
|  | Klub Niezależnych Posłów, b. PZPR | –            | 7            |
|  | Klub Posłów Wojskowych, b. PZPR | –            | 7            |
|  | Parlamentarny Klub Solidarność Pracy | –            | 5            |
|  | Klub Poselski Polskiego Stronnictwa Ludowego (przew. Tadeusz Kaszubski)                                                                 | –            | 4            |
|  | Klub Poselski Polskiego Związku Katolicko-Społecznego                                                                                   | 5            | 4            |
|  | Parlamentarny Klub Ekologiczny | –            | 3            |
|  | posłowie niezrzeszeni | –            | 20           |
|  | posłowie ogółem | 460          | 457          |